# おしゃれ泥棒
『おしゃれ泥棒』（おしゃれどろぼう、How to Steal a Million）は1966年のアメリカ映画。オードリー・ヘプバーンとピーター・オトゥール主演のロマンティック・コメディ。監督は『ローマの休日』『噂の二人』でヘプバーン映画を作ったウィリアム・ワイラー。

## あらすじ
シャルル・ボネは美術品収集家として知られているが、実はすご腕の贋作画家で、自分で制作した偽の美術作品を競売にかけていた。一人娘のニコルは、父親がいつか捕まるのではないかと気が気でない。何度も贋作作りをやめるよう説得するが、シャルルは一向に筆を折る気配は無い。シャルルのコレクションに疑問を抱いた美術商のソルネは、美術鑑定のエキスパートである探偵のデルモットに調査を依頼する。デルモットはある夜シャルルの家に潜入するが、ニコルにあっさりと見つかってしまう。とっさにデルモットは自分は泥棒だと嘘をつき、彼の素性を信じこんだニコルは、父が美術館に出展した贋作の「チェリーニのヴィーナス像」を盗み出すことを依頼する。美術館側が、ヴィーナス像を科学鑑定にかけると言い出したからだ。ニコルに一目ぼれしてしまったデルモットは、ヴィーナス像を盗み出すために知恵を絞りだすが…。

## キャスト
| 役名                   | 俳優                   | 日本語吹替                                 |
| 役名                   | 俳優                   | フジテレビ版                               |
| ---------------------- | ---------------------- | ------------------------------------------ |
| ニコル・ボネ           | オードリー・ヘプバーン | 池田昌子                                   |
| サイモン・デルモット   | ピーター・オトゥール   | 中村正                                     |
| デイヴィス・リーランド | イーライ・ウォラック   | 穂積隆信                                   |
| シャルル・ボネ         | ヒュー・グリフィス     | 久松保夫                                   |
| ベルナード・ソルネ     | シャルル・ボワイエ     | 和田文夫                                   |
| グラモン館長           | フェルナン・グラヴェ   | 上田敏也                                   |
| セニョール・パラビデオ | マルセル・ダリオ       |                                            |
| 警備長                 | ジャック・マラン       | 大宮悌二                                   |
| 警備員                 | ムスターシュ           |                                            |
| 競売人                 | ロジャー・トレヴィル   |                                            |
| 保険屋                 | エディー・マリン       |                                            |
| 執事マルセル           | バート・バートラム     | 糸博                                       |
| 不明 その他            | N/A                    | 石森達幸 遠藤晴 北川智繪 原えおり 飯塚昭三 |

- フジテレビ版吹替：初回放送1975年4月4日『ゴールデン洋画劇場』※DVD・BD収録（約94分）

## スタッフ
- 製作：フレッド・コールマー
- 監督：ウィリアム・ワイラー
- 第二監督＆編集：ロバート・スウィンク
- 脚本：ハリー・カーニッツ
- 原作：ジョージ・ブラッドショー
- 撮影：チャールズ・ラング
- 美術：アレクサンドル・トローネル
- 音楽：ジョン・ウィリアムズ（ジョニー・ウィリアムズ名義）
- メイクアップ：アルベルト・デ・ロッシ＆フレデリック・ウィリアムソン
- ヘアスタイル：アレクサンドル
- オードリー・ヘプバーンの衣装：ユベール・ド・ジバンシィ
- オードリー・ヘプバーンの宝石：カルティエ

### 日本語版
- 字幕翻訳：金田文夫
- 吹替演出：田島荘三
- 吹替翻訳：トランスグローバル
- 吹替調整：杉原日出弥
- 吹替制作：トランスグローバル、フジテレビ

## エピソード
- 撮影中の原題は"How To Steal A Million Dollars And Live Happily Ever After（100万ドルを盗んで幸せに暮らす方法）"という長い名前だったが、アメリカ公開前に後ろの部分がなくなった。邦題は最初の段階から『おしゃれ泥棒』に決まっている[3]。
- ヘプバーンとオトゥールは気が合い、撮影中はオトゥールがヘプバーンを笑わせて何度も撮り直しになった[4]。ワイラー監督は「あの二人が一緒にいると、笑いガスを吸ったみたいになる。問題はほとんどのシーンで彼らが一緒だということだ」と述べている[5][4]。
- アメリカの富豪役のデイヴィス・リーランドには初めジョージ・C・スコットが配役されていたが、撮影に遅刻したためクビになった[4]。
- その代役で出演したイーライ・ウォラックはヘプバーンにキスするシーンがあったが、ヘプバーンの背が高かったので、ヘプバーンは「私が靴を脱ぐわ」と言って、そのシーンでは靴を脱いで演技したという[5]。
- シャルル・ボワイエは息子が自殺したばかりで陽気なシーンを撮影しなければならなかった[5]。オトゥールは「われわれはみな涙を浮かべていた。完璧な演技だった」と話している[5]。
- 撮影中、マスクをした一団が撮影所の守衛を縛り上げて給料を盗むという事件が起こった[5]。
- 20世紀フォックスは、ニューヨークの画廊で、この映画のために作られた贋作40点の展覧会を開いて映画の宣伝をした[5]。
- この映画に出てくるヘプバーンの父役のヒュー・グリフィスはヘプバーンの初期作品『素晴らしき遺産』に出演しており、パラビデオ役のマルセル・ダリオは『モンテカルロへ行こう』『モンテカルロ・ベイビー』でヘプバーンのマネージャー役と『麗しのサブリナ』で男爵役を、警備主任役のジャック・マランは『シャレード』でグランピエール警部役を、警備員のムスターシュは『いつも2人で』でヘプバーンの着替えを見て草むらに突っ込む運転手役をそれぞれ演じている[6]。
- この作品の音楽はヘンリー・マンシーニが作曲するはずで、ヘプバーンも強く希望していたが、都合がつかなかった[7]。そのためマンシーニは当時弟子だったジョン・ウィリアムズ（のちに『ジョーズ』『スター・ウォーズ』『E.T.』などを作曲）を推薦、出世作となった[7]。この作品ではジョニー・ウィリアムズ名義でクレジットされている[6]。

## 賞歴
- 全米脚本家組合賞（コメディ部門）　ノミネート
- 「スクリーン」1967年5月号読者人気投票 第2位
- 「映画の友」1967年5月号読者人気投票 第3位